# Liperi
Liperi [ˈlipɛri] (schwedisch Libelits) ist eine Gemeinde im Osten Finnlands mit 11.962 Einwohnern (Stand 31. Dezember 2022). Sie liegt in der Landschaft Nordkarelien an der Grenze zu Savo rund 20 km westlich von Joensuu.

## Name und Geschichte
Die Etymologie des Namens Liperi ist nicht gänzlich geklärt. Das finnische Wort liperi bedeutet „Liebstöckel“. Aber wahrscheinlich stammt der Ortsname von dem russischen Wort липа lipa für „Linde“ ab. Auf Schwedisch heißt der Ort heute Libelits, und historisch belegte Varianten des schwedischen Namens sind Liebelitz und Lieblitz. Deshalb lässt sich der Name mit der historischen slawischen Form Libelitsa – mit der Wurzel lipa („Linde“) – vergleichen, wie in mehreren anderen Ortsnamen, z. B. die Stadt Liblice (deutsch Liblitz oder Lieblitz) in Tschechien.
Die lutherische Kirchengemeinde Liperi wurde bereits 1630 gegründet. Sie umfasste anfangs auch die Gemeinden Kuusjärvi (Outokumpu), Kontiolahti, Kaavi und Polvijärvi. Die vier Enden des roten Wiederkreuzes im Wappen von Liperi repräsentieren diese Gemeinden, die sich im 19. Jahrhundert von Liperi lösten.

## Gegenwart
Die Gemeinde ist stark landwirtschaftlich geprägt und gilt als „Kornkammer Nordkareliens“. Die zahlreichen Seen und die Natur machen Liperi zu einem beliebten Ferienziel. Insgesamt befinden sich in der Gemeinde 3000 Sommerhäuser. Liperi hat von der Nähe zu Joensuu, der größten Stadt der Region, profitiert. Im Gegensatz zu vielen anderen Gemeinden Nordkareliens ist das Bevölkerungswachstum positiv. Die Bevölkerung verteilt sich hauptsächlich auf die drei Siedlungszentren Liperi, Viinijärvi und Ylämylly. Das Kirchdorf von Liperi liegt auf einer Halbinsel zwischen den Seen Pyhäselkä, Ukonselkä und Heposelkä am Nordende des Saimaa-Seengebiets. Ylämylly befindet sich in der Nachbarschaft von Joensuu am Nordende des Pyhäselkä-Sees. Die Landstraße von Joensuu nach Kuopio führt an Ylämylly ebenso wie an Viinijärvi vorbei. Außer den drei Hauptorten umfasst die Gemeinde die Dörfer Ahonkylä, Honkalampi, Jyri, Kaarnalampi, Kaatamo, Kompero, Käsämä, Leppälahti, Liperinsalo, Mattisenlahti-Puromäki, Puoliväli, Ruokalahti, Salokylä, Tutjunniemi und Vaivio-Härkinvaara.

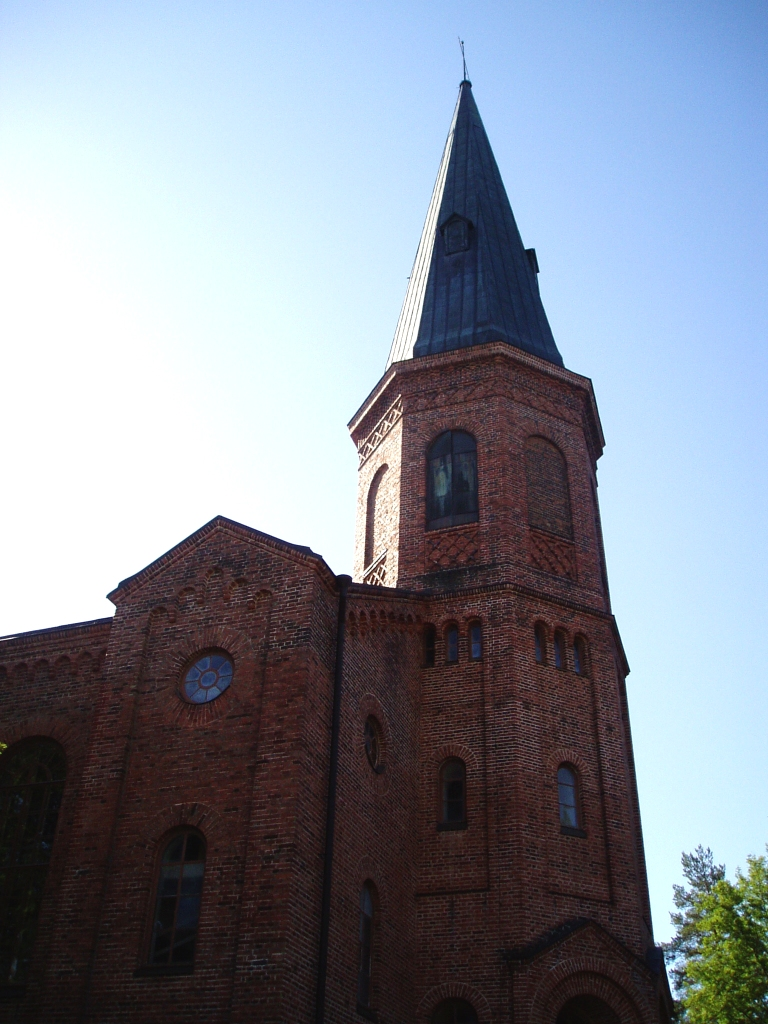
Kirche von Liperi
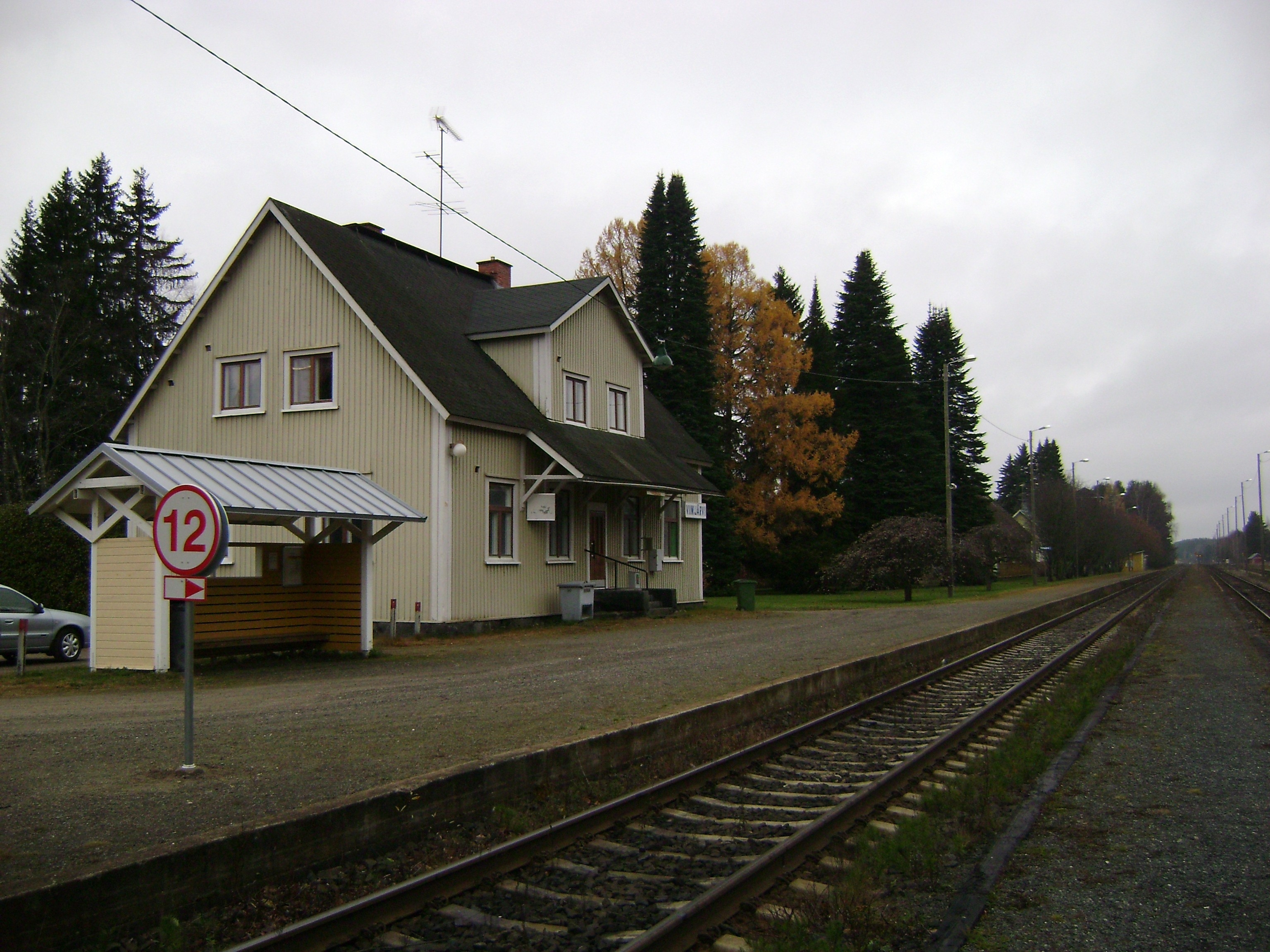
Bahnhof von Viinijärvi
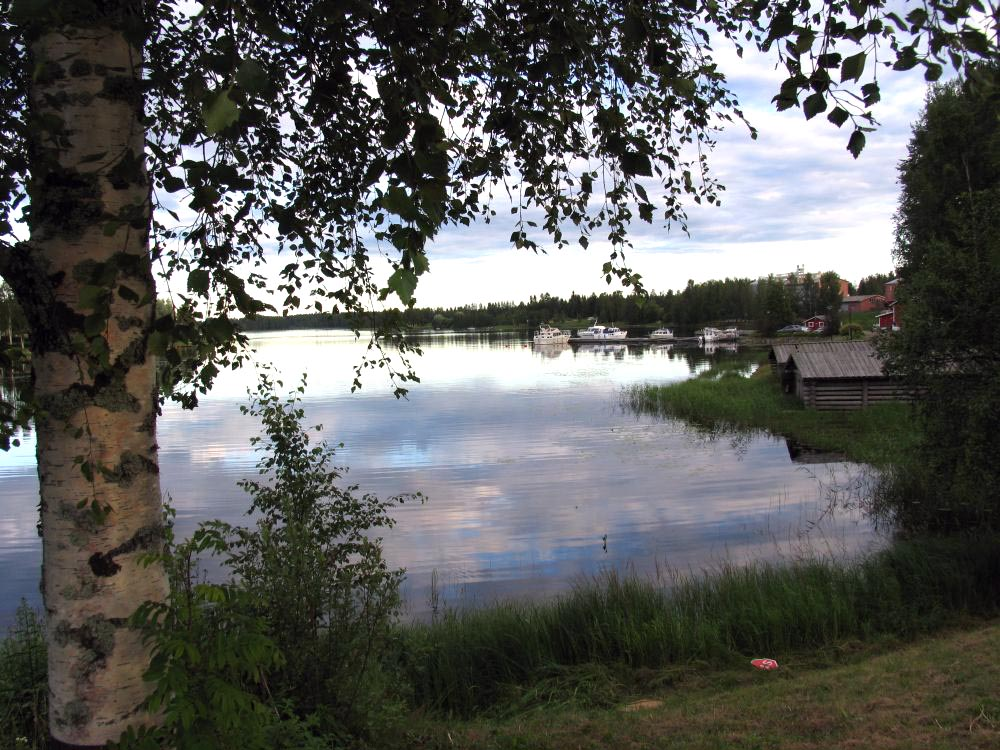
Seenlandschaft bei Liperi

Der samische Musiker Wimme Saari lebte mehrere Jahre zusammen mit seiner ehemaligen Frau, der Musikerin Tellu Turka, und seinen vier Kindern aus erster Ehe vor Turka in Liperi.
Liperi unterhält Gemeindepartnerschaften mit Orsa (Schweden), Saku (Estland), Rendalen (Norwegen), Büchen (Deutschland) und Sejlflod (Dänemark).

## Partnerstädte
Partnerstädte Liparis sind
- Orsa (Schweden)
- Saku (Estland)
- Rendalen (Norwegen)
- Aalborg (Dänemark)
- Büchen, Schleswig-Holstein

## Wappen
Beschreibung des Wappens: Im silbernen Schild schwebt ein rotes Wiederkreuz.

## Söhne und Töchter
- Martti Lappalainen (1902–1941), Skilangläufer
- Iris Sihvonen (1940–2010), Eisschnellläuferin
- Maija Holopainen (* 1978), Biathletin